# Валютный курс
Валю́тный курс — цена (котировка) денежной единицы одной страны, выраженная в денежной единице другой страны.
Валютный курс может определяться либо в результате взаимодействия рыночных сил, либо законодательно. В первом случае курс зависит от спроса на валюту и ее предложения на валютном рынке, во втором случае курс устанавливается государством.
Механизм формирования курса тесно связан с конвертируемостью валюты, то есть с ее способностью свободно обмениваться на другие валюты. Конвертируемость зависит от ограничений, накладываемых государством на валютные операции. Различают конвертируемость по текущему счёту и конвертируемость по счёту движения капитала. Первый вид конвертируемости необходим для свободного осуществления торговых операций (экспорт и импорт), а второй — для свободного движения капитала между странами. Если валюта конвертируется по обоим счетам, то она называется свободно конвертируемой. В этом случае ограничения отсутствуют совсем или минимальны. Как правило, ограничение конвертируемости по счету движения капитала снижает волатильность валютного курса, даже при сохранении конвертируемости по текущему счету.
Государство может законодательно закрепить валютный курс. Так происходит в плановой экономике и при валютном управлении. Кроме того, валютный курс может фиксироваться международными соглашениями (Бреттон-Вудская валютная система). Возможны множественные курсы, когда государство устанавливает свой курс для разных видов операций. Например, курс может отличаться для потребителей и для фирм, участвующих в международной торговле. Система множественных курсов применялась в СССР.
Если валютный курс формируется на рынке, то государство может влиять на него через осуществление валютных интервенций. Обычно интервенции осуществляет центральный банк, который выступает либо на стороне спроса, либо на стороне предложения. Покупка валюты оказывает повышающее воздействие на курс, а продажа понижающее. Валютные интервенции помогают поддерживать курс на желаемом для государства уровне, не прибегая к прямому административному регулированию. В этом случае центральный банк выступает просто как один из экономических агентов, осуществляющих операции с валютой, однако за счет значительного объема операций он может влиять на рынок. Проведение валютных интервенций возможно, благодаря наличию у центрального банка валютных резервов.
В рыночной экономике не существует единого валютного курса. Каждый участник рынка решает самостоятельно, по какой цене покупать и продавать валюту. Тем не менее существуют официальные валютные курсы, которые устанавливаются по итогам торгов на валютном рынке. Официальный курс является индикатором, который может приниматься к сведению. Его использование является обязательными лишь в строго определенных случаях. Например, для использования в расчётах доходов и расходов государственного бюджета, всех видов платёжно-расчётных отношений государства с организациями и гражданами, а также целей налогообложения и бухгалтерского учёта.

## Виды курсов
Фиксирование национальной денежной единицы в иностранной называется валютной котировкой, которая может быть прямой и обратной. Прямой или обратный характер котировки зависит от места нахождения экономического агента и от того, какая валюта для него является «домашней» (национальной). Прямая котировка показывает стоимость иностранной валюты в национальной. Например, 80 рублей за доллар. Обратная котировка показывает стоимость национальной валюты в иностранной. Например, 1/80 доллара за рубль.
Курс одной валюты по отношению к другой может быть определён также через третью валюту. В этом случае он называется кросс-курсом. Необходимость в таких котировках возникает в тех случаях, когда объём прямых обменных операций между двумя валютами относительно мал, и, следовательно, не складываются достаточно ликвидные прямые котировки. Кроме того, даже при наличии надёжных прямых котировок расчёт кросс-курса может дать несколько отличную величину курса. Кросс-курс рассчитывается как отношение двух курсов. Например, если доллар стоит 80 рублей, а евро 100 рублей, то кросс-курс доллара к евро составляет 100/80=1,25 доллара за евро (0,8 евро за доллар).
При осуществлении операций с валютой агенты (например, банки) устанавливают две цены:
- цена продавца (аск, по которому банк продаёт валюту);
- цена покупателя (бид, по которому банк покупает валюту).

Разность между этими курсами образует спред. Величина спреда определяет доходность от операций с валютой, а также характеризует степень неопределенности на валютном рынке относительно будущего курса. Чем больше неопределенность, тем больше будет спред. Если цена покупки и цена продажи отличаются, кросс-курс зависит от порядка конвертации одной валюты в другую.

## Факторы формирования курса
Снижение валютного курса называется ослаблением, или удешевлением валюты (валюта становится дешевле). Если курс валюты зафиксирован по отношению к золоту или другой валюте, то снижение курса называется девальвацией. Увеличение валютного курса называется укреплением, или удорожанием валюты (валюта становится дороже). Если курс зафиксирован, то повышение курса называется ревальвацией.
В условиях международной торговли и других внешнеэкономических операций отношение поступлений и платежей в иностранной валюте и, соответственно, спрос и предложение иностранной валюты не находится в равновесии. При положительном платёжном балансе курсы иностранных валют на валютном рынке данной страны падают, а курс национальной денежной единицы повышается. Обратное происходит в случае, когда страна имеет отрицательный платёжный баланс, так как отечественные импортёры для погашения своих внешних обязательств стараются закупить иностранной валюты больше, чем её предлагают экспортёры.

## Реальный курс
Валютный курс, устанавливаемый государством или определяемый на рынке, является номинальным. Он используется для осуществления валютных операций на практике. В теоретических моделях, для международных сравнений и для оценки последствий экономической политики используется также реальный курс. Он определяется по следующей формуле:
{\displaystyle \varepsilon =e{\frac {P^{*}}{P}}},
где {\displaystyle e} — номинальный валютный курс (обратная котировка, стоимость единицы иностранной валюты, выраженная в национальной), {\displaystyle P^{*}} — уровень цен за рубежом, {\displaystyle P} — уровень цен в стране.
В числителе находится произведение номинального курса на уровень цен за рубежом. Оно показывает стоимость некоторой корзины товаров, продающуюся за рубежом, но выраженную в национальной валюте. В знаменателе находится стоимость той же самой корзины товаров, но продающейся внутри страны. Таким образом, реальный курс показывает относительную стоимость сопоставимых товаров и является безразмерной величиной.
Реальный курс определяется фундаментальными факторами, связанными производительностью труда, доходами и т. п. Поэтому реальный курс более стабилен, чем номинальный. Изменение соотношения цен (темпов инфляции) сказывается в первую очередь на номинальном курсе, если он находится в свободном плавании. Фиксация курса приводит к тому, что инфляция завышает реальный курс, что ставит национальных производителей в невыгодные условия.
Определяется также реальный эффективный курс, как средневзвешенное реальных курсов валют для всех стран-партнеров. Весами служат доли каждого партнера в общем объеме экспортно-импортных операций данной страны.

## Режимы валютного курса
Возможны два основных режима валютных курсов:
- Плавающий — валютный курс устанавливается на основе спроса и предложения на валютном рынке.
- Фиксированный — валютный курс устанавливается как фиксированное значение на определённом промежутке времени.

В чистом виде эти режимы встречаются редко. Например, курс может быть зафиксирован, но его поддержка на заданном уровне осуществляется путем валютных интервенций, а не в виде прямого требования, установленного в законе. Курс может фиксироваться не точно, а виде диапазона (валютного коридора). Например, Бреттон-Вудские соглашения фиксировали валютные курсы с точностью до 1 %. Соблюдение границ коридора обеспечивалось интервенциями.
Плавающий валютный курс также может подвергаться воздействию. Например, центральный банк может сглаживать его резкие колебания, обеспечивая плавную перестройку в случае значительных событий на рынке.
Выбор режима валютного курса зависит от множества факторов. Определяющим является невозможная троица: невозможно поддерживать фиксированный валютный курс, если центральный банк проводит независимую денежно-кредитную политику и отсутствует ограничение на движение капитала (присутствует конвертируемость национальной валюты по счету капитала). Это связано с тем, что курс уже зависит от движения капитала и от ставок центрального банка. Поэтому складывающийся на рынке курс может противоречить целям центрального банка. Возможность управления курсом появляется тогда, когда центральный банк отказывается либо от независимой денежно-кредитной политики, либо ограничивает конвертируемость валюты по счету капитала. Например, в России до 2015 года использовался режим валютного коридора. С 2015 года Банк России перешел к политике таргетирования инфляции, отпустив курс рубля в свободное плавание.
На выбор режима валютного курса влияют также цели экономической политики. В большинстве стран используется плавающий режим, так как он работает как автоматический стабилизатор. В случае неблагоприятных событий его изменение сглаживает эффекты для экономики. Например, падение цен на нефть сопровождается снижением курса рубля. Поэтому в рублевом эквиваленте цена нефти меняется слабее. Фиксированный курс часто используется в качестве меры антиинфляционной политики. Привязка национальной валюты к доллару или другой стабильной валюте ограничивает денежную эмиссию и помогает справиться с гиперинфляцией.